# واين كريستيان
واين كريستيان (بالإنجليزية: Wayne Christian)‏ هو سياسي أمريكي، ولد في 26 سبتمبر 1950 في سنتر في الولايات المتحدة. حزبياً، نشط في الحزب الجمهوري. وقد انتخب عضو مجلس نواب تكساس.

## وصلات خارجية
- الموقع الرسمي